# Scholochowski
Scholochowski (russisch Шо́лоховский) ist eine Siedlung städtischen Typs in der Oblast Rostow (Russland) mit 8306 Einwohnern (Stand 14. Oktober 2010).

## Geographie
Die Siedlung liegt gut 150 km Luftlinie nordöstlich des Oblastverwaltungszentrums Rostow am Don im Bereich der Wasserscheide zwischen der 7 km östlich fließenden Bystraja und der 10 km westlich fließenden Kalitwa, beides linke Nebenflüsse des Sewerski Donez.
Scholochowski gehört zum Rajons Belokalitwinski, befindet sich gut 20 km nordwestlich von dessen Verwaltungssitz Belaja Kalitwa und ist Sitz und einzige Ortschaft der Stadtgemeinde Scholochowskoje gorodskoje posselenije.

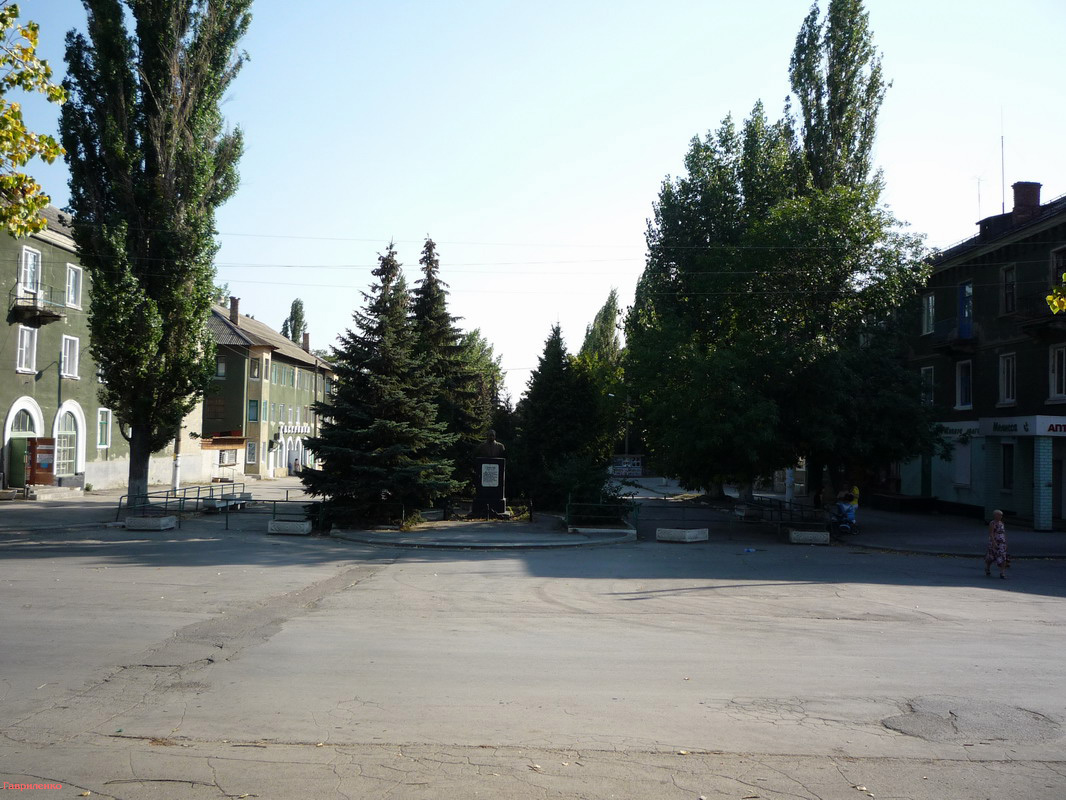
1950er-Jahre-Wohngebäude in der Ortsmitte
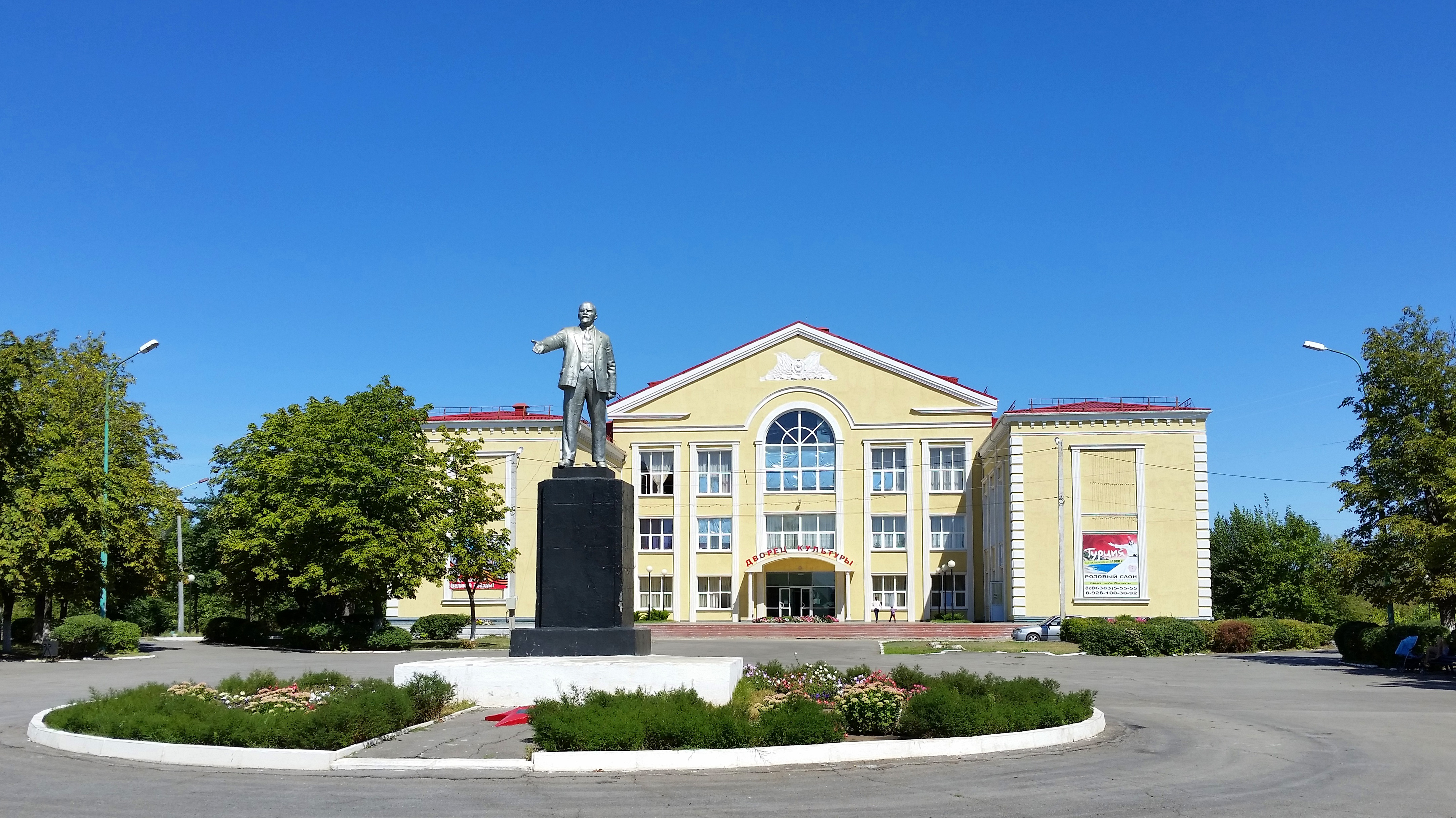
Kulturhaus
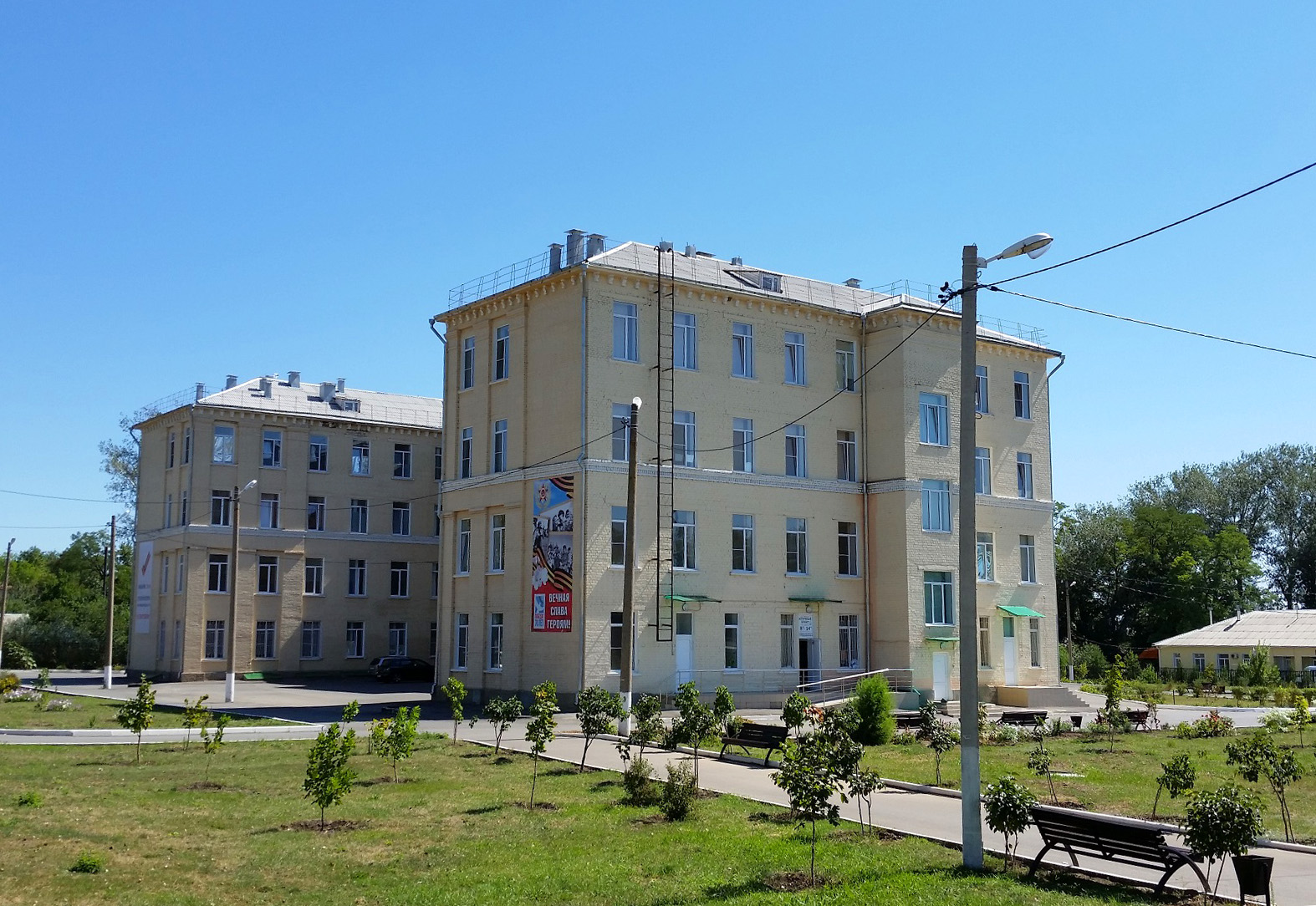
Krankenhaus
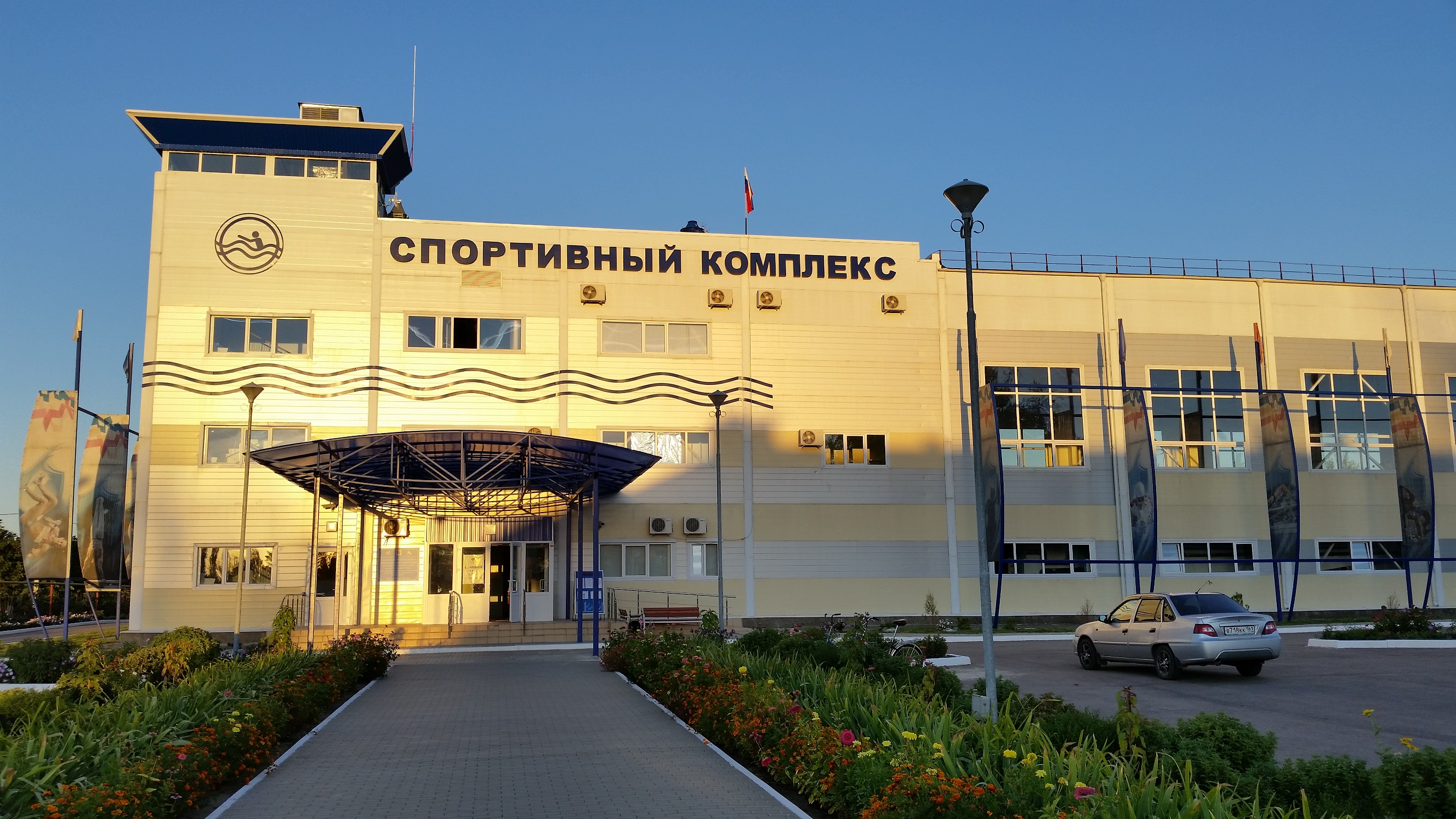
Sportkomplex
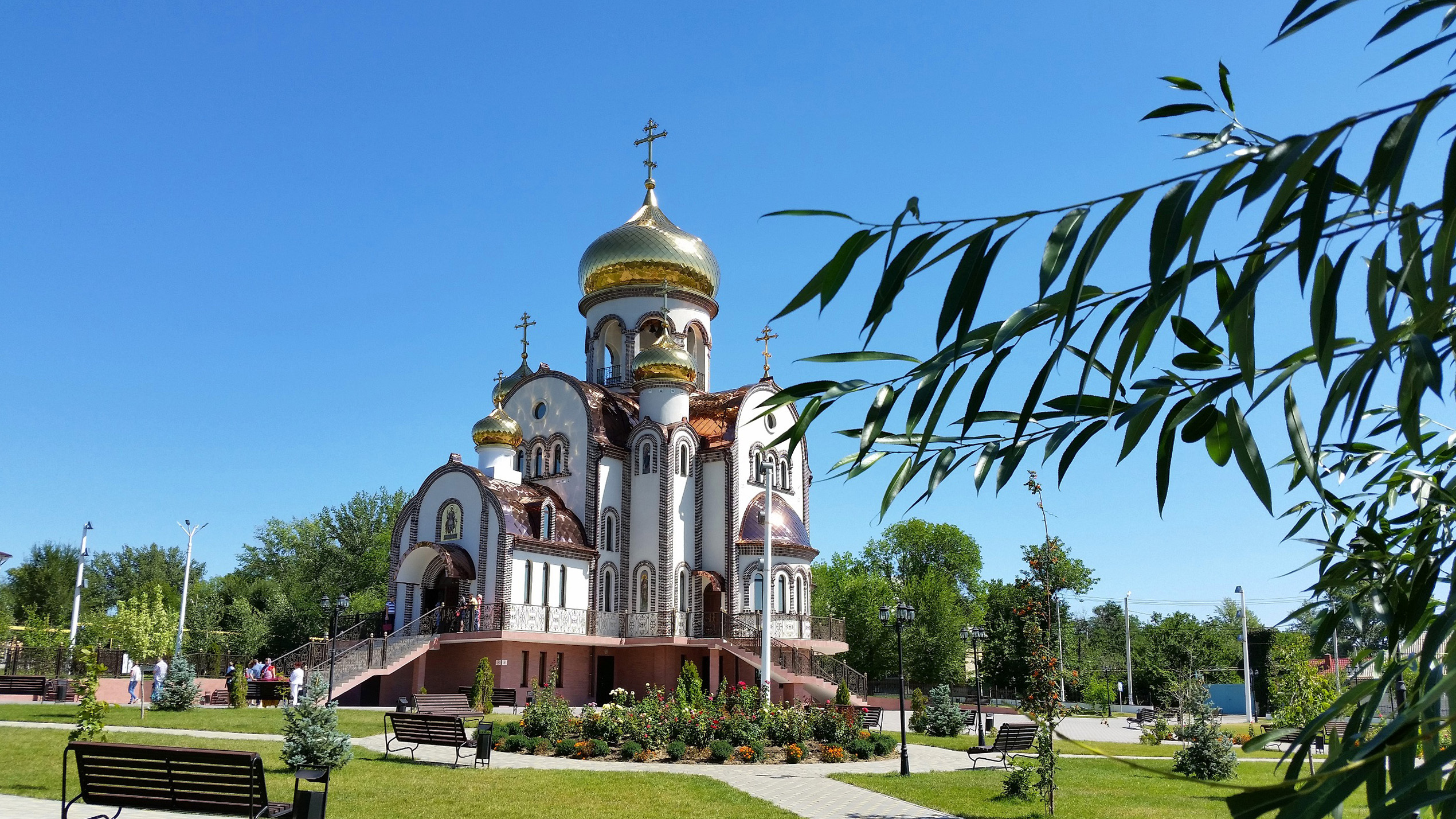
Viktor-von-Nikomedia-Kirche (geweiht 2013)

## Geschichte
Nach der Entdeckung eines Steinkohlevorkommens in dem Gebiet gab es ab 1950 Pläne, dort Schächte abzuteufen und eine Arbeitersiedlung zu errichten. Diese wurden ab 1952 umgesetzt. Die ersten Gebäude der zunächst Maiski (abgeleitet vom Monatsnamen) beziehungsweise inoffiziell Scholochowka genannten Ortschaft entstanden 1953. Am Bau der Siedlung – zunächst in „stalinschen Stil“ – waren auch Arbeiter aus Bulgarien beteiligt, woran heute unter anderem eine Dimitroff-Büste und -Straße erinnern. Am 4. August 1955 erhielt der Ort den Status einer Siedlung städtischen Typs unter der heutigen Bezeichnung nach dem Geologen, unter dessen Leitung die Kohlelagerstätte entdeckt worden war. Drei Zechen nahmen zwischen 1958 und 1964 den Betrieb auf.
Ab den 1990er-Jahren erlebte der Steinkohlenbergbau in dem Gebiet einen Niedergang, wodurch die Einwohnerzahl erheblich zurückging; das letzte Bergwerk bei Scholochowski schloss 2002.

### Bevölkerungsentwicklung
| Jahr | Einwohner |
| ---- | --------- |
| 1959 | 8.137     |
| 1970 | 13.983    |
| 1979 | 13.724    |
| 1989 | 13.328    |
| 2002 | 10.077    |
| 2010 | 8.306     |

Anmerkung: Volkszählungsdaten

## Verkehr
Südlich an der Siedlung vorbei verläuft die föderale Fernstraße A260 (Teil der Europastraße 40) von der ukrainischen Grenze (aus Richtung Donezk – Luhansk) über Kamensk-Schachtinski nach Wolgograd.
Die nächste Bahnstation ist Gratschi, etwa 10 km südwestlich, bei Kilometer 71 der 1900 eröffneten Strecke von Lichaja (in Lichowskoi, heute Stadtteil von Kamensk-Schachtinski) nach Wolgograd. Eine von dort zu den Bergwerken um Scholochowski führende Güteranschlussstrecke wurde nach der Einstellung des Bergbaus auf den letzten Kilometern ab einer 5 km südwestlich der Siedlung gelegenen, weiterhin betriebenen Brikettfabrik stillgelegt und abgebaut.

## Söhne und Töchter des Ortes
- Tatjana Kotowa (* 1985), Schönheitskönigin (Miss Russland 2006) und Sängerin